# Złośliwy zespół neuroleptyczny
Złośliwy zespół neuroleptyczny, ZZN, NMS (od ang. neuroleptic malignant syndrome) – ciężkie powikłanie, które występuje najczęściej w przebiegu terapii lekami przeciwpsychotycznymi, stanowiące  stan zagrożenia życia i wymagające niezwłocznego podjęcia intensywnego leczenia.
Najczęstszymi objawami klinicznymi tego zespołu są:
- zmiana stanu psychicznego
- sztywność mięśniowa
- gorączka
- zaburzenia równowagi autonomicznego układu nerwowego.

Śmiertelność wynika bezpośrednio z zachwiania równowagi autonomicznego układu nerwowego oraz z komplikacji ogólnoustrojowych. W latach 60. XX wieku śmiertelność w tym zespole wynosiła około 76%, obecnie szacuje się ją na od 5% do 20%. Tak znaczne zmniejszenie śmiertelności wynika najprawdopodobniej z większej świadomości ryzyka, wcześniejszej diagnostyki i bardziej agresywnej terapii.

## Epidemiologia
Złośliwy zespół neuroleptyczny występuje u 0,02 do 3% pacjentów leczonych neuroleptykami. Tak szeroki zakres częstości występowania choroby może być odbiciem dużej różnorodności badanych grup pacjentów, zależeć też może od zróżnicowania metod badania oraz użytych definicji choroby.
Większość pacjentów to młodzi dorośli, jednak opisywano ZZN u osób w wieku od 0,9 do 78 lat – uznaje się, że wiek nie stanowi czynnika ryzyka.
Według większości dostępnych źródeł złośliwy zespół neuroleptyczny występuje dwa razy częściej u mężczyzn niż u kobiet.
Widać ścisłą zależność rozkładu wieku i płci pacjentów dotkniętych ZZN z rozkładem wieku i płci pacjentów leczonych neuroleptykami.

## Czynniki ryzyka

### Neuroleptyki
Zespół stwierdza się najczęściej u pacjentów leczonych klasycznymi neuroleptykami należącymi do grupy tak zwanych „silnych” neuroleptyków (np. haloperydol), jednak leczenie neuroleptykiem z każdej grupy może przyczynić się do rozwoju złośliwego zespołu neuroleptycznego. Nie są tu wyjątkiem klasyczne „słabe” neuroleptyki, nowe „atypowe” neuroleptyki ani leki przeciwwymiotne (np. metoklopramid).
Zespół rozwija się najczęściej w ciągu pierwszych dwóch tygodni leczenia neuroleptykiem, nie jest to jednak regułą. W literaturze można znaleźć opisy zachorowania po podaniu jednej dawki leku, jak i po wielu latach terapii jednym preparatem.
Nie stwierdza się zależności występowania zespołu od wysokości dawki, jednak wysokie dawki są czynnikiem ryzyka. Niektóre źródła sugerują, że niedawne lub nagłe zwiększenie dawki, zmiana preparatu lub dożylne podanie leku są czynnikami ryzyka.

### Odstawienie leków przeciwparkinsonowskich
Złośliwy zespół neuroleptyczny zaobserwowano u pacjentów leczonych z powodu parkinsonizmu po odstawieniu lewodopy lub agonistów receptorów dopaminowych. Czynnikiem ryzyka jest także obniżenie dawki lub zmiana preparatu. Nie można wykluczyć infekcji i dużych zabiegów chirurgicznych jako czynników ryzyka u tej grupy pacjentów.
Objawy złośliwego zespołu neuroleptycznego występujące w wyżej wymienionych okolicznościach są niekiedy opisywane jako:
- zespół podobny do złośliwego zespołu neuroleptycznego
- hiperpireksja parkinsonowska
- złośliwa akinezja
- złośliwy zespół w chorobie Parkinsona[16][17].

Część dostępnej literatury sugeruje, że przebieg choroby jest łagodniejszy niż u pacjentów z typowym złośliwym zespołem neuroleptycznym, a prognoza jest bardziej pomyślna. Opisano jednak także przypadki ciężkiego przebiegu choroby oraz przypadki śmiertelne.

### Inne czynniki ryzyka
Dostępne źródła sugerują, że niektóre choroby psychiczne, ostra śmiertelna katatonia i znaczne pobudzenie występują znacznie częściej u pacjentów, u których rozwija się złośliwy zespół neuroleptyczny. Nie można jednak wykluczyć, że wynika to ze stosowania u pacjentów z tych grup wyższych dawek neuroleptyków, szybszego zwiększania dawki leków lub stosowania leczenia dożylnego.
Przy opisach tego zespołu tradycyjnie podaje się też inne czynniki ryzyka – nie zostały one jednak zweryfikowanie badaniami klinicznymi. Są to:
- jednoczasowe leczenie litem
- jednoczasowe stosowanie innych leków psychotropowych
- stosowanie „silnych” neuroleptyków
- stosowanie neuroleptyków o przedłużonym działaniu
- nadużywanie substancji psychoaktywnych
- choroby neurologiczne
- ostre choroby somatyczne (np. uraz, infekcja czy zabieg chirurgiczny)
- odwodnienie (stwierdzono u 92% chorych, może być jednak skutkiem, a nie przyczyną choroby)[2][4][8][22][23][24][25].

## Patogeneza
Przyczyna złośliwego zespołu neuroleptycznego nie jest znana.
Teorie patogenetyczne tylko w ograniczony sposób wyjaśniają wszystkie objawy kliniczne. Istnieje także model zwierzęcy choroby, ale nie odpowiada on całkowicie obrazowi choroby u ludzi.

### Blokada receptorów dopaminowych

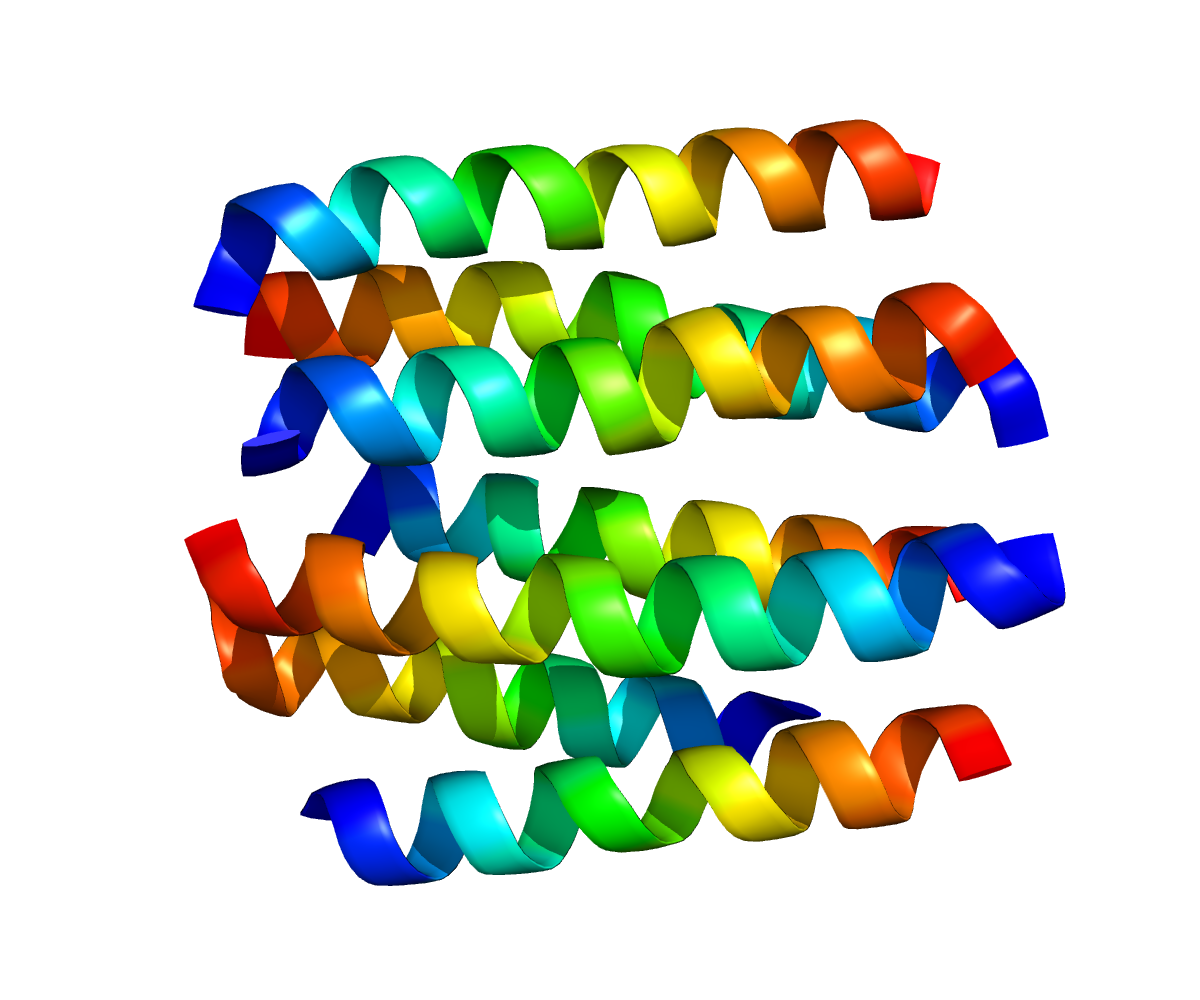
Receptor dopaminowy D_{2}

W związku z tym, że stosowanie neuroleptyków jest w oczywisty sposób związane z zespołem, blokada receptorów dopaminowych jest centralnym zagadnieniem w większości teorii patogenetycznych.
Ośrodkowa blokada receptorów dopaminowych w podwzgórzu może być przyczyną gorączki oraz innych objawów dysregulacji autonomicznej. Wpływ na przewodzenie dopaminergiczne w układzie nigro-striatalnym może prowadzić do objawów parkinsonizmu (sztywność mięśniowa, drżenie). Inne układy przewodnictwa w OUN (zależne od GABA, adrenaliny, serotoniny oraz acetylocholiny) mogą również brać udział w patogenezie pośrednio bądź też bezpośrednio.

### Pierwotne uszkodzenie komórek mięśni szkieletowych
Istnieje także teoria, według której sztywność mięśniowa i uszkodzenie komórek mięśniowych są efektem pierwotnego uszkodzenia mięśni, prawdopodobnie wywołanego zmianami w funkcjonowaniu mitochondriów w obrębie komórek mięśni poprzecznie prążkowanych. Przyczyn zaburzenia można w takim przypadku upatrywać w pierwotnym uszkodzeniu mięśni szkieletowych bądź też w toksycznym działaniu neuroleptyków na komórkę mięśniową.

### Dysregulacja wegetatywna
Inny proponowany model patogenetyczny ZZN kładzie nacisk na zaburzoną modulację w obrębie współczulnego zespołu nerwowego objawiającą się:
- wzmożonym napięciem mięśniowym
- zaburzonym metabolizmem mięśni szkieletowych
- zaburzoną czynnością gruczołów potowych
- zaburzoną czynnością naczynioruchową, co prowadzi do zmniejszonej efektywności termoregulacji oraz niestabilnego ciśnienia tętniczego krwi i tętna[31]. W tym modelu patogenetycznym agonisty receptorów dopaminowych wywołują zaburzenia, destabilizując prawidłową dopaminergiczną regulację aktywności układu współczulnego.

### Genetyka
Złośliwy zespół neuroleptyczny wykazuje tendencję do występowania rodzinnego, co może sugerować wpływ dziedziczenia na chorobę. Badania genetyczne wykazały, że specyficzny allel genu kodującego receptor dopaminowy D2 występuje znamiennie częściej u pacjentów, u których zdiagnozowano złośliwy zespół neuroleptyczny. Allel ten powoduje, że receptory D2 słabiej reagują na pobudzenie i są rzadziej rozmieszczone na błonie komórkowej, jego występowanie jest także skorelowane z mniejszą aktywnością dopaminową.

## Obraz kliniczny

### Typowe objawy kliniczne
Cztery najczęstsze objawy złośliwego zespołu neuroleptycznego rozwijają się najczęściej w ciągu jednego do trzech dni.
1. Zmiana stanu psychicznego – pierwszy z objawów zespołu u ponad 80% zdiagnozowanych pacjentów[34]. Z uwagi na to, że choroba rozwija się najczęściej u chorych leczonych psychiatrycznie, objaw ten bywa pomijany, a jego znaczenie jest często niedoceniane. Zmiana stanu psychicznego objawia się najczęściej zaburzeniami świadomości z pobudzeniem psychoruchowym. Relatywnie często występuje mutyzm i inne objawy katatoniczne. Objawy ewoluują w kierunku głębokiej encefalopatii z osłupieniem lub śpiączką[21].
2. Sztywność mięśniowa – dotyczy wszystkich grup mięśniowych i często osiąga znaczny stopień. Wzmożone napięcie mięśniowe można zauważyć przy biernym zginaniu kończyn, występuje wówczas „objaw rury ołowianej” lub ciągły, znaczny opór mięśniowy w całym zakresie ruchu. Jednoczasowe, nałożone na sztywność mięśniową drżenie może prowadzić do „objawu koła zębatego”. Drżenie mięśniowe występuje relatywnie często. Obserwuje się także inne, rzadsze zjawiska: dystonię, opistotonus, szczękościsk, pląsawicę oraz inne dyskinezy[2][4]. Występować również może ślinotok, dyzartria oraz dysfagia.
3. Hipertermia – typowa jest temperatura wyższa niż 38 °C, gorączka dosyć często może przekraczać 40 °C[4].
4. Zaburzenia równowagi autonomicznego układu nerwowego – w postaci tachykardii, labilnego ciśnienia tętniczego krwi oraz tachypnoe[2][25]. Mogą występować zaburzenia rytmu serca inne niż tachykardia zatokowa. Do tej grupy należy także znaczna nadmierna potliwość.

#### Dynamika rozwoju objawów
U większości pacjentów ze złośliwym zespołem neuroleptycznym zmiana stanu psychicznego jest pierwszym objawem, następnie rozwija się sztywność mięśniowa, następnie hipertermia wraz z zaburzeniami równowagi autonomicznego układu nerwowego. Gorączka pojawia się niekiedy ponad dobę po pierwszych objawach, co może prowadzić do niepewności diagnostycznej. Należy zaznaczyć, że znaczna część opisów klinicznych choroby nie wykazuje typowej dynamiki rozwoju choroby.

### Badania laboratoryjne

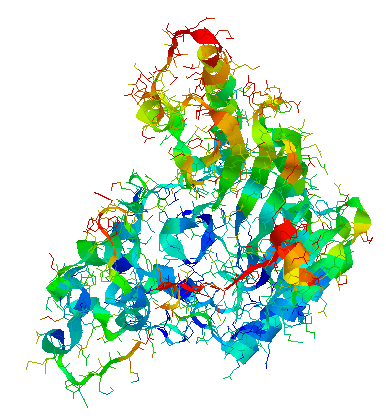
Model przestrzenny mięśniowej kinazy kreatynowej

#### Podwyższony poziom kinazy kreatynowej (CPK)
Występuje wyraźna korelacja stopnia sztywności mięśniowej i poziomu CPK w surowicy. W złośliwym zespole neuroleptycznym obserwuje się wartości CPK typowo przewyższające 1000 IU/L i osiągające niekiedy nawet 100 000 IU/L. Prawidłowe wartości CPK występują jeśli sztywność mięśniowa jest słabo wyrażona, zwłaszcza w początkowym okresie choroby. Należy pamiętać, że niewielki wzrost CPK nie jest specyficzny dla złośliwego zespołu neuroleptycznego i występuje często u pacjentów leczonych psychiatrycznie – z powodu iniekcji domięśniowych, unieruchomienia lub bez wyraźnego powodu. Poziomy CPK powyżej 1000 IU/L wymagają jednak zwiększonej uwagi. Poziom CPK koreluje pozytywnie z ciężkością choroby oraz z rokowaniem. Poziom CPK z reguły normalizuje się po epizodzie złośliwego zespołu neuroleptycznego.

#### Inne odchylenia w badaniach laboratoryjnych
Występują często, ale nie są specyficzne – są to:
- leukocytoza – 10000 do 40000/mm³[2][4][25]
- nieznaczne podwyższenie stężenia dehydrogenazy mleczanowej (LDH), fosfatazy zasadowej (ALP) oraz transaminaz wątrobowych (AST, ALT)
- zaburzenia elektrolitowe – hipokalcemia, hipomagnezemia, hipo- i hipernatremia, hiperkaliemia, kwasica metaboliczna
- mioglobinuria z ostrą niewydolnością nerek spowodowana rabdomiolizą[2][37],
- niskie stężenie żelaza w surowicy – często występuje u pacjentów ze złośliwym zespołem neuroleptycznym i jest czułym, ale mało specyficznym markerem dla tego zespołu u pacjentów z ostrymi zaburzeniami psychicznymi[25][38].

## Diagnostyka różnicowa
Przy diagnostyce różnicowej złośliwego zespołu neuroleptycznego należy brać pod uwagę dwie grupy zaburzeń – zaburzenia związane ze złośliwym zespołem neuroleptycznym oraz zaburzenia nie związane ze złośliwym zespołem neuroleptycznym, lecz często brane pod uwagę przy diagnostyce różnicowej.

### Zaburzenia związane ze złośliwym zespołem neuroleptycznym
Grupa zaburzeń autonomicznego układu nerwowego przebiegających podobnie jak złośliwy zespół neuroleptyczny ze sztywnością mięśni, gorączką oraz zaburzeniami równowagi autonomicznego układu nerwowego. Substancja wywołująca zaburzenie bywa jedynym czynnikiem pozwalającym na ustalenie diagnozy.
- Zespół serotoninowy
- Hipertermia złośliwa
- Ostra śmiertelna katatonia
- Inne zaburzenia wywołane lekami i innymi substancjami

### Zaburzenia niezwiązane ze złośliwym zespołem neuroleptycznym
Zaburzenia, których obraz kliniczny jest podobny do złośliwego zespołu neuroleptycznego:
- zakażenia ośrodkowego układu nerwowego
- zakażenia ogólnoustrojowe
- napad padaczkowy
- ostre wodogłowie
- ostry uraz rdzenia kręgowego
- udar cieplny (neuroleptyki zwiększają skłonność do udaru cieplnego)
- ostra dystonia
- tężec
- zapalenie naczyń w obrębie ośrodkowego układu nerwowego
- tyreotoksykoza
- guz chromochłonny
- zatrucie
- zespół abstynencyjny
- ostra porfiria

## Diagnostyka

### Kryteria diagnostyczne złośliwego zespołu neuroleptycznego
Kryteria diagnostyczne zaproponowali Gurrera i wsp. (2011):
- leczenie antagonistą receptorów dopaminergicznych lub odstawienie agonisty receptorów dopaminowych w ciągu ostatnich trzech dób
- hipertermia powyżej 38 °C
- sztywność mięśniowa
- zmiana stanu psychicznego (ilościowe lub jakościowe zaburzenia świadomości)
- podwyższenie  poziomu  kinazy kreatynowej w osoczu – co najmniej czterokrotnie większy od normalnej wartości
- co najmniej dwa z niżej wymienionych objawów zaburzenia równowagi autonomicznego układu nerwowego:
  - podwyższone ciśnienie tętnicze krwi
  - fluktuacje ciśnienia tętniczego krwi
  - wzmożona potliwość
  - nietrzymanie moczu
- podwyższona aktywność metaboliczna (tachykardia oraz tachypnoe)
- wykluczenie innych przyczyn

### Badania laboratoryjne
Kluczowe znaczenie w diagnostyce złośliwego zespołu neuroleptycznego mają badania laboratoryjne. Typowe odchylenia pozwalają potwierdzić kliniczne podejrzenia. Inne badania pozwalają na monitorowanie stanu pacjenta oraz diagnozowanie ewentualnych komplikacji.

### Inne
- Badania obrazowe, na przykład tomografia komputerowa mózgu lub obrazowanie mózgu metodą rezonansu magnetycznego wraz z punkcją lędźwiową i badaniem płynu mózgowo-rdzeniowego pozwalają wykluczyć inne, poważne patologie OUN[39].
- Badanie płynu mózgowo-rdzeniowego u pacjentów ze złośliwym zespołem neuroleptycznym najczęściej nie wykazuje patologii, u części pacjentów obserwowano podwyższony poziom białka[25].

## Postępowanie
W przypadku podejrzenia złośliwego zespołu neuroleptycznego należy niezwłocznie przerwać leczenie neuroleptykami.
Pozostałe leki psychotropowe także powinny być odstawione w miarę możliwości.
Jeśli przyczyną było odstawienie agonistów receptorów dopaminergiczych należy włączyć je do leczenie z powrotem.

### Leczenie zachowawcze
Pacjent powinien być leczony w warunkach oddziału intensywnej terapii (OIOM). W ramach postępowania leczniczego należy:
- przerwać leczenie lekami wywołującymi chorobę
- monitorować i utrzymywać równowagę układu krążeniowo-oddechowego – niezbędna może się okazać wentylacja mechaniczna, leczenie lekami antyarytmicznymi lub zastosowanie sztucznych stymulatorów serca[42]
- utrzymać odpowiedni stan nawodnienia. W przypadku znacznego podwyższenia CPK należy podawać wysokie dawki płynów dożylnie wraz z alkalizacją moczu – może to zapobiec ostrej niewydolności nerek w przebiegu rabdomiolizy.
- obniżać gorączkę metodami fizycznymi. Stosowanie paracetamolu lub kwasu acetylosalicylowego może odgrywać pewną rolę w terapii.
- obniżać ciśnienie tętnicze krwi w razie takiej konieczności
- zapobiegać zakrzepicy żył głębokich
- zmniejszać pobudzenie psychoruchowe za pomocą leków uspokajających (np. benzodiazepiny)[27].

#### Możliwe powikłania
Głównym celem leczenia zachowawczego jest uniknięcie powikłań złośliwego zespołu neuroleptycznego. Powikłania są częste i groźne, potencjalnie śmiertelne. Do znanych powikłań należą:
- odwodnienie
- zaburzenia równowagi elektrolitowej
- ostra niewydolność nerek wywołana rabdomiolizą
- zaburzenia rytmu serca włącznie z torsade de pointes oraz nagłym zatrzymaniem krążenia
- zawał mięśnia sercowego
- kardiomiopatia
- niewydolność oddechowa – wtórnie do sztywności mięśni i usztywnienia klatki piersiowej jako konsekwencji zachłystowego zapalenia płuc lub zatorowości płucnej
- zakrzepica żył głębokich
- zespół rozsianego wykrzepiania wewnątrznaczyniowego
- napady drgawkowe
- niewydolność wątroby
- posocznica.

### Inne metody leczenia

#### Leki
W leczeniu złośliwego zespołu neuroleptycznego stosuje się szereg leków:
- dantrolen[44][45][46] (lek rozluźniający mięśnie szkieletowe)
- bromokryptynę (agonista receptorów dopaminowych)
- amantadynę (agonista receptorów dopaminowych i antagonista receptorów acetylocholinowych)
- inne.

Żadne kontrolowane badania kliniczne nie wykazały szczególnej skuteczności wyżej wymienionych substancji, celowość ich stosowania bywa wątpliwa. Co więcej, istnieją dowody na to, że dantrolen oraz bromokryptyna  mogą wydłużać przebieg choroby.
Dodatkowe leczenie wskazane jest jednak u  pacjentów z wysokimi wartościami CPK oraz znaczną hipertermią, jak również u pacjentów nie reagujących na leczenie podtrzymujące.

#### Terapia elektrowstrząsowa
Terapia elektrowstrząsowa może być stosowana w leczeniu złośliwego zespołu neuroleptycznego, według niektórych doniesień śmiertelność po zastosowaniu elektrowstrząsów jest niższa niż u pacjentów leczonych innymi metodami. Z uwagi na ryzyko powikłań wynikających zarówno z elektrowstrząsów samych w sobie, jak i z procedur im towarzyszących, ta forma terapii zarezerwowana jest dla pacjentów, którzy nie odpowiadają na inne formy leczenia.

## Rokowanie
W większości przypadków objawy ustępują w ciągu dwóch tygodni.
W literaturze można znaleźć opisy dolegliwości trwających 6 miesięcy z cechami przetrwałej katatonii i objawami innymi ruchowymi. Czynnikami ryzyka dla wydłużonego przebiegu choroby są:
- stosowanie neuroleptyków o przedłużonym czasie działania
- towarzyszące strukturalne uszkodzenie mózgu[51].

Większość pacjentów odzyskuje pełną sprawność bez żadnych neurologicznych objawów resztkowych. Wyjątkiem są pacjenci, którzy doświadczyli niedotlenienia mózgu lub znacznej hipotermii.
Śmiertelność wynosi od 5 do 20%.
Natężenie objawów oraz obecność powikłań ogólnoustrojowych korelują dodatnio ze śmiertelnością.
U pacjentów z organicznym uszkodzeniem mózgu oraz u pacjentów nadużywających substancji psychoaktywnych śmiertelność wynosi około 38%. Stosowanie niższych dawek neuroleptyków oraz stosowanie neuroleptyków atypowych zmniejsza śmiertelność.

## Powrót do leczenia neuroleptykami
Znaczna większość pacjentów, którzy przeżyli złośliwy zespół neuroleptyczny, wymaga dalszego leczenia neuroleptykami po wyzdrowieniu. W przypadku powrotu do leczenia neuroleptykami należy:
- odczekać co najmniej dwa tygodnie przed rozpoczęciem leczenia, dłużej jeśli obecne są resztkowe objawy
- używać „słabych” neuroleptyków
- rozpoczynać małą dawką i powoli ją podnosić
- unikać jednoczasowego leczenia litem
- unikać odwodnienia
- pieczołowicie monitorować pacjenta w kierunku ewentualnego rozwoju złośliwego zespołu neuroleptycznego.

Wyżej wymienione zalecenia mogą, ale nie muszą zmniejszać ryzyka ponownego zachorowania.

## Historia
Pierwsze przypadki złośliwego zespołu neuroleptycznego zanotowano w 1956 roku, tuż po wprowadzeniu do leczenia pierwszych neuroleptyków. W 1960 roku zespół został opisany przez francuskich naukowców, którzy obserwowali typowy jego przebieg u osób leczonych haloperydolem.